# NKODICE
『NKODICE』（んこダイス）は、ksymにより2021年5月29日にSteamで販売されたWindows用ゲームソフト。サイコロを振り、文字に似た特定の記号を揃えて役を作ることでスコアを獲得する。

## 概要
サイコロゲーム「チンチロリン」をベースにした作品。戦後日本の賭場の雰囲気を再現したグラフィックや和風のBGMと共にプレイできる。
サイコロの目には平仮名の「お」「ち」「ん」「こ」「ま」「う」に似た記号が書かれている。サイコロの出目には、記号を平仮名に置き換えた場合に下ネタとなる単語の組み合わせで成立する役が設けられている。役が成立すると、サイコロを振ることのできる回数が増えたり、次ラウンドに振ることができるサイコロの数が増えたりする。
他のプレイヤーとスコアを競うランキング機能もある。
日本語には非対応で、インターフェイスは英語のみの表示となっているが、簡潔な英語が読めればプレイにそれほどの支障はない。UI・テキストの表示に使用されているシステムが2バイト文字に対応していないため、今後の日本語対応も難しいとされている。
開発者のksymはフリーランスのエンジニアで、本作はUnityの練習として2013年に制作したものがベースとなっている。ksymはスマートフォン向けゲームを制作していたが、そのビジネスモデルに不満を抱くようになり、PC向けプラットフォームでゲームを販売する勉強のために、取りあえずすぐに出せるものとしてNKODICEをリリースした。
さらにはNintendo Switchでのリリースも目指していたが、表現の問題からか「任天堂からNGを頂いている」とksymはツイートしている。

## ルール
サイコロ（ダイス）を3回振り、スコアの合計を競う。また、サイコロの一振り（ラウンド）をROLL（ロール）と表現する。スコアは U, M, C の3つのカテゴリに分けられており、出目や役によって加算されるカテゴリが異なる。この3カテゴリの合算が最終的なスコアとなる。
基本的には1ROLLあたり5個のサイコロを振れるが、出目により次ROLLで振れるサイコロの個数が増加する。
また、サイコロの出目や成立役によってROLL数が増え、3回以上振り続けることができる。逆に、役が成立しないまま3回サイコロを振ったらゲームオーバー。

### NUDGE
サイコロを振ったあと、サイコロが完全に止まるまでの間は椀を揺らすことができる。これをNUDGE（ナッジ）と称する。初期NUDGE数は5で、ROLL数同様に役の成立によって加算される。役が不成立になりそうな際に使用する。

### 出目による得点
個別の出目によるスコアへの加点・減点は以下のようになっている。
| 出目                      | カテゴリ | 得点 |
| ------------------------- | -------- | ---- |
| う                        | U        | 500  |
| ま                        | M        | 500  |
| ち                        | C        | 500  |
| ん                        | U, M, C  | 50   |
| こ                        | U, M, C  | 100  |
| お                        | U, M, C  | 300  |
| 小便 （椀外への飛び出し） | U, M, C  | -500 |

### 役によるボーナス
いずれも下ネタとなる単語が役として設定されている。役が成立すると、BGMと共にゲーム画面に「UNCHI」などと役名をローマ字表記したカットインが表示される。
役の成立により、ROLL数が1増加する。また、同じ役が連続で成立するとコンボボーナスが加算される（2コンボ2倍、3コンボ4倍、4コンボ以上は8倍）。
| 出目       | カテゴリ | 得点  |
| ---------- | -------- | ----- |
| うんち     | U        | 1000  |
| うんこ     | U        | 1000  |
| まんこ     | M        | 1000  |
| おまんこ   | M        | 5000  |
| ちんこ     | C        | 1000  |
| ちんちん   | C        | 3000  |
| おちんちん | C        | 10000 |

リリース直後、最高スコアを得ることができる役「おちんちん」をチートにより大量に出す行為が確認され、開発者がこれを「不正おちんちん」と称して対策を進めることを発表した。このチートは数値がローカルに保存されていることに起因していたという。

### ゾロ目によるボーナス
同じ目が3つ以上揃った際には以下のボーナスが乗算される。
ゾロ目が4つ以上となった場合、±4倍を上限として倍率が1ずつ加算される。
| 出目   | カテゴリ | ボーナス                                     |
| ------ | -------- | -------------------------------------------- |
| ううう | U        | 2倍                                          |
| ままま | M        | 2倍                                          |
| ちちち | C        | 2倍                                          |
| んんん | U, M, C  | -3倍 （4つ以上のゾロ目では-4倍となる）       |
| こここ | U, M, C  | 1.5倍                                        |
| おおお | U, M, C  | 1.5倍 （得点がマイナスの場合はプラスになる） |

「んんん」のゾロ目を出すとスコアがマイナスとなるが、すでにスコアがマイナスになっている状態では乗算によってプラスに戻る。これを繰り返すことによりスコアを上限近くまで引き伸ばすプレイ手法が流行しており、開発者はITmediaのインタビューに対して「このままでは競技性がなくなってしまう。こういった遊び方を想定した『eスポーツモード』を作って対応したい」としている。

## 評価
2021年5月末のリリース後、6月1日にはSNSで話題となった。2021年6月2日には、Steamにおける日本のセールスランキングで「ドラゴンクエストXI　過ぎ去りし時を求めて S」などのタイトルを抑えて1位となったほか、Twitterでは本作の役である「OCHINCHIN」がトレンド入りした。
2日時点での売上は数千本程度で、プレイヤーの99%は日本人だったという。この売上をksymは予想しておらず、「10本売れれば御の字と思っていたのでわけがわからない」「みんな疲れていたのでは」と述べている。
ネット上での流行から「ネット流行語大賞2021上半期」にノミネートされ、投票結果では5位となった。ノミネートワードを募集したガジェット通信編集部によるライブ配信「ガジェット通信LIVE」第18回では、本ゲームの実況プレイが行われた。なお、年間ではノミネートされなかった。ドワンゴ、ピクシブ共同企画の「ネット流行語100 2021」でもノミネートされたが、100単語中100位に終わっており、短期的なブームであったことがうかがえる結果となった。